# Putimov
Putimov (en allemand : Putimow) est une commune du district de Pelhřimov, dans la région de Vysočina, en République tchèque. Sa population s'élevait à 283 habitants en 2024.

## Géographie
Putimov se trouve à 4 km au sud-est de Pelhřimov, à 23,5 km à l'ouest de Jihlava à 97 km au sud-est de Prague.
La commune est limitée par Olešná au nord, par Proseč pod Křemešníkem à l'est, par Nemojov, un quartier de Pelhřimov au sud, et par Pavlov et Pelhřimov à l'ouest.

## Histoire
La première mention écrite de la localité date de 1379.

## Transports
Par la route, Putimov se trouve à 4 km de Pelhřimov, à 31 km de Jihlava à 120 km de Prague.